# Pristimantis cordovae
Pristimantis cordovae är en groddjursart som först beskrevs av Lehr och William Edward Duellman 2007.  Pristimantis cordovae ingår i släktet Pristimantis och familjen Strabomantidae. IUCN kategoriserar arten globalt som sårbar. Inga underarter finns listade i Catalogue of Life.